# Chris Rock
Christopher Julius Rock III (Andrews, 7 februari 1965) is een Amerikaans acteur, komiek, scriptschrijver, televisie- en filmproducent en filmregisseur.

## Biografie
Rock werd geboren in Andrews, een plaats in de Amerikaanse staat South Carolina. Al snel na zijn geboorte verhuisden zijn ouders naar de New Yorkse wijk Brooklyn. Zijn moeder, Rosalie Tingman, was een lerares en een sociaal werker voor geestelijk gehandicapten, en zijn vader, Julius Rock, was een voormalig vrachtwagenchauffeur en krantenbezorger, die overleed in 1989. Rock heeft vijf jongere broers en zussen.
Rock trouwde op 23 november 1996 met Malaak Compton. Samen hebben ze twee dochters, Lola Simone (28 juni 2002) en Zahra Savannah (22 mei 2004). Op 22 augustus 2016 gingen zij uit elkaar. Hij is de broer van Tony Rock, eveneens acteur en stand-upcomedian. Chris Rock woont in Alpine, een plaats in de staat New Jersey. In september, 2020 maakte Rock bekend dat hij lijdt aan een neuropsychologische aandoening genaamd NLD.

## Carrière
In 1985 begon Rock als stand-upcomedian in de New Yorkse vestiging van de comedyclub Catch a Rising Star. Nadat Eddie Murphy hem zag optreden in een nachtclub raakte hij bevriend met hem. Van Murphy kreeg Rock in 1987 zijn eerste filmrol, een rolletje in de film Beverly Hills Cop II. Langzaam kwam hij steeds hoger in de entertainmentwereld. Dat leidde uiteindelijk tot een klein rolletje in de film I'm Gonna Git You Sucka en de televisieserie Miami Vice. Later deed hij ook auditie als VJ bij MTV. Rock stelt in zijn shows de rassenverschillen, politiek, muziek, liefde en relaties aan de kaak. Veel van Rocks shows gaan over zijn tienerjaren, vanwege zijn strenge ouders en de 'witte' school waarop hij les volgde.
In 1990 werd Rock acteur in de Amerikaanse komedieserie Saturday Night Live. Samen met de eveneens nieuwe gezichten Chris Farley, Adam Sandler en David Spade kwam hij bekend te staan onder de naam de Bad Boys of SNL. In 1991 bracht hij zijn eerste komediealbum uit, Born Suspect. In datzelfde jaar werd hij geprezen voor zijn rol als een crackverslaafde in de film New Jack City. In 1993 verliet Rock Saturday Night Live omdat hij te weinig mocht optreden in de serie en besloot hij zich aan te sluiten bij een andere komediesketchesserie, In Living Color. Hoewel de serie aanvankelijk vrij succesvol was, werd ze enkele maanden na de toevoeging van Rock aan de ploeg geannuleerd. Rock besloot zich toen meer te richten op een filmcarrière. Hij schreef aan en speelde in de mockumentaire CB4 maar die film was geen succes. Hij kreeg weinig rollen aangeboden en hij bedacht zich. Hij verliet Hollywood om zich alsnog te concentreren op stand-upcomedy.
In 1994 presenteerde Rock het eenmalige komedieprogramma Chris Rock: Big Ass Jokes op de Amerikaanse zender HBO. Het was het tweede eenmalige komedieprogramma dat hij presenteerde, Bring the Pain, dat ervoor zorgde dat hij werd gezien als een van de beste komieken. Hij won er twee Emmy Awards mee. Van 1994 tot 1996 sprak hij de stem in voor een serie tv-reclames van Nike-schoenen.
Later in de jaren 90 kwam ook Rocks acteercarrière meer op gang. Hij speelde rollen in Dogma, Beverly Hills Ninja, Lethal Weapon 4 (een relatief grote rol naast Mel Gibson en Danny Glover), Nurse Betty en een hoofdrol in de film Down to Earth.

### Succes
In 1999 en 2004 mocht Rock nog twee eenmalige komedieprogramma's maken, Bigger & Blacker en Never Scared.  De Amerikaanse bladen Time en Entertainment Weekly noemden hem "de grappigste man in Amerika". Van 1997 tot en met 2000 presenteerde Rock zijn eigen praatprogramma The Chris Rock Show. Critici waren vooral positief over de interviews die Rock in het programma had met diverse beroemdheden en politici. In 1999 won het programma een Emmy Award voor beste schrijfwerk. Aan het einde van de jaren 90 werd Rock in de Verenigde Staten gezien als een prominent in die stand-upcomedy-wereld. Rond dezelfde tijd bracht Rock het komische boek Rock This! en de Grammy Award-winnende komediealbums Roll with the New en Never Scared.
In 2004 stond Rock op nummer vijf in de lijst van de 1000 grootste stand-upcomedians aller tijden van de Amerikaanse televisiezender Comedy Central. In 2005 was Rock presentator van de 77ste Oscaruitreiking en in 2016 van de 88ste Oscaruitreiking. 

### Achter de schermen
Na de eeuwwisseling mocht Rock ook meerdere films regisseren en schrijven. Als schrijver en regisseur was hij actief bij de films Head of State en I Think I Love My Wife. In de herfst van 2005 ging in de Verenigde Staten de serie Everybody Hates Chris in première, waarvan het verhaal gebaseerd is op de dagen uit Rocks jaren toen hij nog op school zat. Van die serie is hij uitvoerend producent en verteller. De serie werd goed ontvangen door critici en was een commercieel succes. In 2006 regisseerde hij de videoclip van de single Hump de Bump van de Red Hot Chili Peppers.

## Filmografie
| Jaar | Titel                                | Rol                         | Opmerkingen                       |
| ---- | ------------------------------------ | --------------------------- | --------------------------------- |
| 1987 | Beverly Hills Cop II                 | Playboy Mansion Valet       |                                   |
| 1988 | Comedy's Dirtiest Dozen              | Zichzelf                    | rechtstreeks op video uitgebracht |
| 1988 | I'm Gonna Git You Sucka              | Rib Joint Customer          |                                   |
| 1989 | Who Is Chris Rock?                   | zichzelf                    | korte documentaire                |
| 1991 | New Jack City                        | Pookie                      |                                   |
| 1992 | Boomerang                            | Bony T                      |                                   |
| 1993 | CB4                                  | Albert/MC Gusto             | ook co-schrijver                  |
| 1995 | The Immortals                        | Deke Anthony                |                                   |
| 1995 | Panther                              | Yuck Mouth                  |                                   |
| 1996 | Sgt. Bilko                           | 1st Lt. Oster               |                                   |
| 1997 | Beverly Hills Ninja                  | Joey                        |                                   |
| 1998 | Dr. Dolittle                         | Rodney                      | stem                              |
| 1998 | Lethal Weapon 4                      | Detective Lee Butters       |                                   |
| 1999 | Torrance Rises                       | zichzelf                    | korte documentaire                |
| 1999 | Dogma                                | Rufus                       |                                   |
| 2000 | Nurse Betty                          | Wesley                      |                                   |
| 2001 | Down to Earth                        | Lance Barton                | ook co-schrijver                  |
| 2001 | AI: Artificial Intelligence          | Komiek                      | stem                              |
| 2001 | Pootie Tang                          | JB/Radio DJ/Pootie's Father | ook producent                     |
| 2001 | Osmosis Jones                        | Osmosis Jones               | stem                              |
| 2001 | Jay and Silent Bob Strike Back       | Chaka Luther King           |                                   |
| 2002 | Bad Company                          | Jake Hayes/Kevin Pope       |                                   |
| 2002 | Comedian                             | zichzelf                    | documentaire                      |
| 2003 | Pauly Shore Is Dead                  | zichzelf                    |                                   |
| 2003 | Head of State                        | Mays Gilliam                | ook regisseur en co-schrijver     |
| 2004 | The N-Word                           | zichzelf                    | documentaire                      |
| 2004 | Paparazzi                            | Pizza-jongen                |                                   |
| 2005 | De Aristocraat / The Aristocrat      | zichzelf                    | documentaire                      |
| 2005 | Madagascar                           | Marty                       | stem                              |
| 2005 | The Longest Yard                     | Caretaker                   |                                   |
| 2007 | I Think I Love My Wife               | Richard Cooper              | ook regisseur en co-schrijver     |
| 2007 | Bee Movie                            | Mooseblood the Mosquito     | stem                              |
| 2008 | You Don't Mess with the Zohan        | Taxi-Driver                 | Cameo                             |
| 2008 | Madagascar: Escape 2 Africa          | Marty                       | stem                              |
| 2009 | Good Hair                            | Zichzelf                    | Documentaire                      |
| 2010 | Death at a Funeral                   | Aaron Barnes                |                                   |
| 2010 | Grown Ups                            | Kurt McKenzie               |                                   |
| 2012 | What to Expect When You're Expecting | Vic                         |                                   |
| 2012 | 2 Days in New York                   | Mingus                      |                                   |
| 2012 | Madagascar 3: Europe's Most Wanted   | Marty                       | stem                              |
| 2013 | Grown Ups 2                          | Kurt McKenzie               |                                   |
| 2013 | Madly Madagascar                     | Marty                       | stem                              |
| 2014 | The Penguins of Madagascar           | Marty                       | stem                              |
| 2014 | Top Five                             | Andre Allen                 |                                   |
| 2021 | Spiral: From the Book of Saw         | Det. Zeke Banks             | tevens executive producer         |
| 2022 | Amsterdam                            | Milton King                 |                                   |

- Bibsys: 6007296
- Biblioteca Nacional de España: XX1547128
- Bibliothèque nationale de France: cb141327498 (data)
- CiNii: DA16786379
- Gemeinsame Normdatei: 132598825
- International Standard Name Identifier: 0000 0000 7139 9996
- Library of Congress Control Number: n97054684
- MusicBrainz: 172805a7-6f84-4bb3-8b3b-6dc5bc33b103
- Nationale Bibliotheek van Tsjechië: xx0271834
- Nationale bibliotheek van Australië: 40005379
- Nationale Bibliotheek van Israël: 987007441245605171
- Nationale Bibliotheek van Polen: a0000001650594
- Nederlandse Thesaurus van Auteursnamen: 172697638
- Système universitaire de documentation: 164781374
- Trove: 1050980
- Virtual International Authority File: 76522923
- WorldCat: E39PBJhRBBqgmpg6bDXycvvvHC